# Carabus rutilans
Carabus rutilans es una especie de insecto adéfago del género Carabus, familia Carabidae. Fue descrita científicamente por Dejean en 1826.
Habita en Francia y España. La parte inferior del escarabajo, que mide de 24 a 27 milímetros, es negra, al igual que las patas y las antenas. La cabeza, el pronoto y los élitros son de color verde dorado o cobrizo y muy brillantes. El pronoto está finamente arrugado transversalmente. Los élitros muestran tres líneas poco profundas de pequeños puntos y tres filas de grandes hoyos verde-dorados.
Los adultos de Carabus rutilans son depredadores. La especie se alimenta de gusanos, babosas y caracoles. El escarabajo persigue presas que encuentra en las hojas podridas. La especie se encuentra de abril a septiembre debajo de piedras y en vegetación en descomposición cerca de arroyos en bosques húmedos pero dispersos principalmente de hayas (Fagus sylvatica) y castaños (Castanea), pero también de robles (Quercus) y pinos (Pinus) a media altitud hasta 2200 metros. Los animales hibernan en tocones de árboles o debajo del musgo.
Carabus rutilans se encuentra en un área estrechamente delimitada entre la parte francesa de los Pirineos orientales y la frontera norte de la provincia de Barcelona. Las subespecies Carabus rutilans opulentus y Carabus rutilans perignitus solo se encuentran en la parte española de los Pirineos orientales, mientras que la forma Carabus rutilans rutilans también se encuentra en la parte francesa.